# Centre (circumscripció de la Cambra de Diputats de Luxemburg)

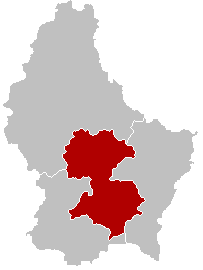
Circumscripció Centre dins de Luxemburg.

La circumscripció Centre és una circumscripció electoral per la legislatura nacional de Luxemburg, la Cambra de Diputats.
Inclou els cantons de Luxemburg i Mersch, formant part ambdós del Districte de Luxemburg. L'any 2005, el Centre tenia una població calculada de 151.166, o un 33% de la població total de Luxemburg.
Al Centre actualment s'elegeixen 21 diputats. Segons el sistema electoral de Luxembrug, el qual és una forma del sistema Hagenbach-Bischoff, que significa que cada votant pot votar fins a 21 candidats diferents. El vot a Luxemburg és obligatori. Aquests dos factors junts provoquen que hi hagi, de lluny, més vots dipositats que membres de l'electorat.

## Eleccions de 2009
Resum de les eleccions del 7 de juny de 2009 de la circumscripció Centre en les Eleccions legislatives luxemburgueses de 2009 a la Cambra de Diputats de Luxemburg
| Partit                              | Partit                                      | Vots      | %     | Escons |
| ----------------------------------- | ------------------------------------------- | --------- | ----- | ------ |
|                                     | Partit Popular Social Cristià               | 390.057   | 38,60 | 9      |
|                                     | Partit Democràtic                           | 196.469   | 19,44 | 4      |
|                                     | Partit Socialista dels Treballadors         | 180.196   | 17,83 | 4      |
|                                     | Els Verds                                   | 133.490   | 13,21 | 3      |
|                                     | Partit Reformista d'Alternativa Democràtica | 63.790    | 6,31  | 1      |
|                                     | L'Esquerra                                  | 35.411    | 3,50  | -      |
|                                     | Partit Comunista                            | 11.037    | 1,09  | -      |
| Total                               | Total                                       | 1.010.450 |       | 21     |
| Font: Centre Informatique de l'État |                                             |           |       |        |

## Eleccions de 2004

### Resum dels resultats
Resum de les eleccions del 13 de juny de 2004 de la circumscripció Centre en les Eleccions legislatives luxemburgueses de 2009 a la Cambra de Diputats de Luxemburg
| Partit                              | Partit                                      | Vots      | %    | Escons |
| ----------------------------------- | ------------------------------------------- | --------- | ---- | ------ |
|                                     | Partit Popular Social Cristià               | 365.372   | 35,5 | 8      |
|                                     | Partit Democràtic                           | 219.700   | 21,3 | 5      |
|                                     | Partit Socialista dels Treballadors         | 193.327   | 18,8 | 4      |
|                                     | Els Verds                                   | 140.547   | 13,6 | 3      |
|                                     | Partit Reformista d'Alternativa Democràtica | 81.233    | 7,9  | 1      |
|                                     | L'Esquerra                                  | 20.451    | 2,0  | -      |
|                                     | Partit Comunista                            | 8.887     | 0,9  | -      |
| Total                               | Total                                       | 1.029.517 |      | 21     |
| Font: Centre Informatique de l'État |                                             |           |      |        |

### Diputats escollits

#### Comitè d'Acció per a la Justícia i la Democràcia dels Pensionistes
- Jacques-Yves Henckes

#### Partit Popular Social Cristià
- Luc Frieden
- Marie-Thérèse Gantenbein-Koullen
- Erna Hennicot-Schoepges
- Paul-Henri Meyers
- Laurent Mosar
- Jean-Louis Schiltz
- Lucien Thiel
- Claude Wiseler

#### Partit Democràtic
- Xavier Bettel
- Niki Bettendorf
- Anne Brasseur
- Colette Flesch
- Lydie Polfer

#### Partit Socialista dels Treballadors
- Mady Delvaux-Stehres
- Ben Fayot
- Robert Goebbels
- Jeannot Krecké

#### Els Verds
- Claude Adam
- François Bausch
- Viviane Loschetter

## Eleccions de 1999

### Diputats escollits

#### Comitè d'Acció per a la Justícia i la Democràcia dels Pensionistes
- Fernand Greisen
- Jacques-Yves Henckes

#### Partit Popular Social Cristià
- Willy Bourg
- Luc Frieden
- Viviane Reding
- Erna Hennicot-Schoepges
- Alphonse Theis
- Claude Wiseler

#### Partit Democràtic
- Niki Bettendorf
- Anne Brasseur
- Colette Flesch
- Paul Helminger
- Alex Krieps
- Lydie Polfer
- Jean-Paul Rippinger

#### Partit Socialista dels Treballadors
- Mady Delvaux-Stehres
- Ben Fayot
- Robert Goebbels
- Jeannot Krecké

#### Els Verds
- Renée Wagener
- François Bausch